# Diecezja Afogados da Ingazeira
Diecezja Afogados da Ingazeira (łac. Dioecesis Afogadensis de Ingazeira) – diecezja Kościoła rzymskokatolickiego w Brazylii. Należy do metropolii Olinda i Recife i wchodzi w skład regionu kościelnego Nordeste II. Została erygowana przez papieża Piusa XII 2 lipca 1956.

## Główne świątynie
- Katedra: Katedra Bom Jesus dos Remédios w Afogados da Ingazeira

## Ordynariusze
- João José da Mota e Albuquerque (1957-1961)
- Francisco Austregésilo de Mesquita Filho (1961-2001)[1]
- Luis Gonzaga Silva Pepeu OFMCap (2001-2008)[1][2]
- Egidio Bisol (2009-2023)[3]
- Limacêdo Antônio da Silva (od 2023)